# سلکت مدل
سلکت مدل (انگلیسی: Select Model) شرکت کالای لوکس بریتانیایی است، که در سال ۱۹۷۷ تأسیس شد.